# عمارت صدیق
عمارت صدیق مربوط به دوره قاجار است و در دامغان، میدان امام، جنب عمارت لطفی واقع شده و این اثر در تاریخ ۲۸ اسفند ۱۳۸۶ با شمارهٔ ثبت ۲۲۷۵۳ به‌عنوان یکی از آثار ملی ایران به ثبت رسیده است.